# Château de Rumilly
Pour les articles homonymes, voir Château de Rumilly-sous-Cornillon.
Le château de Rumilly (castrum Rumilliaci in Albanesio) était un ancien château fort probablement du Xe siècle, dont il ne reste aucun vestige, qui se dressait sur la commune française de Rumilly, dans le département de la Haute-Savoie en région Auvergne-Rhône-Alpes. Il forme avec le bourg une place forte ayant une importance majeure sur la frontière du comté de Genève, jusqu'au démantèlement de ses fortifications au début du XVIIe siècle.

## Situation
La place forte de Rumilly s'élève au confluent du Chéran et de la Néphaz et contrôlait le pont, passage de la grande route allant de Genève à Chambéry,. Le site forme un quadrilatère où les côtés est, nord et ouest sont bordés par les « deux rivières profondément encaissées aux falaises presque partout abruptes, donc très difficiles à franchir », et dont seul le côté sud permet un accès naturel. Le château est installé sur un promontoire, au nord-est de l'ensemble,.
Rumilly appartient au comté de Genève et relève des évêques de Genève. Il occupe un rôle stratégique, à proximité de la frontière avec le comté de Savoie,.
La ville est le centre de l'Albanais, installée dans une plaine entourée d'un ensemble collinéen avec des replats, distincts des bassins des lacs d'Annecy et du Bourget.
Pour l'historien Louis Blondel, il en subsiste les murs des terrasses. Son existence est marqué par la « place du Château ».

## Historique

### Origines
Le site appelle une installation ancienne, probablement romaine, toutefois, les traces de cette implantation sont « quasi inexistant[e]s pour la ville elle-même », alors qu'elles sont nombreuses dans le reste de la région. Selon l'érudit local, Louis Buttin, auteur d'une Histoire de Rumilly en 1975, cela peut s'expliquer par la réutilisation des matériaux pour la construction de la ville médiévale. Elle a donc pu être une étape sur la voie romaine de Lemencum (Chambéry) à Condate (Seyssel), puis au-delà Genève.
Durant le haut-Moyen Âge, sous Charlemagne, le bourg devient la capitale d'un des sept pagus « pagus Albanensis » de la Sapaudia,.

### Rumilly, un fief des évêques de Genève
Selon Jean-Louis Grillet, les premières mentions de Rumilly remontent au Xe siècle.
Le château est un avant poste des possessions genevoises face au puissant voisin de la maison de Savoie. Le bourg et le château sont la propriété des évêques de Genève, qui en possèdent la supériorité féodale et le fief relève d'un vidomne. Il est inféodée aux comtes de Genève,. Le 29 avril 1305, le comte Amédée II de Genève fait hommage lige à l'évêque de Genève, Aymon de Quart, pour un ensemble de droits, fiefs ou châteaux, celui-ci.
Le fief de Rumilly correspond également à un décanat, englobant, au XVe siècle, les environs de la cité ainsi que la région de la Semine, soit une quarantaine de paroisses.
En l'absence du comte, la gestion revient à un vidomne,,. Le premier, mentionné au début du XIIe siècle, est un certain Walterius de Rumiliaco vice domnus. La charge devient rapidement héréditaire et reste entre les mains de la famille dite ou qui porte le nom de Rumilly, avant de passer en 1272 à la famille de Villette.
En 1291, le comte Amédée II de Genève confirme les franchises de la ville,. Ces chartes sont confirmées en 1372 par la comtesse douairière de Genevois, Mathilde d'Auvergne, dite « Mahaut d'Auvergne » ou « de Boulogne » et son fils, Pierre de Genève. Ils ajoutent 8 articles aux franchises dont le sixième concerne le châtelain. François Croisollet indique, tout comme Jean-Louis Grillet, que lorsque le comte Pierre se marie, en 1274, sa femme, Marguerite de Joinville aurait reçu en douaire le bourg de Rumilly et son mandement,. Les deux érudits font une interprétation erronée, confondant Rumilly en Albanais avec le château de Rumilly-sous-Cornillon, en Faucigny. Jules Camus (1847-1917), dans son article « La cour du duc de Savoie Amédée VIII à Rumilly en Albanais » (1901), indique que le château et la ville appartiennent à la comtesse douairière de Genevois, Mathilde d'Auvergne. Elle y rédige son testament le 28 août 1396.
Blanche de Genève et sa sœur, Catherine de Genève, héritent en 1396 de leur mère. Veuve et sans héritier, Blanche de Genève institue, en 1409, pour héritière de ses titres et biens sa nièce Mathilde, fille de Catherine de Genève et d'Amédée de Savoie-Achaïe.

### Possession savoyarde
En 1401, le comté de Genève est acheté par le comte Amédée VIII de Savoie. Rumilly et son mandement ne font pas partie des biens acquis par le comte de Savoie. En effet, en 1400, Blanche de Genève réclame une part de l'héritage, notamment le mandement de Rumilly, où elle s'installe. Héritière du titre de comtesse de Genève, mais sans territoire, Blanche meurt à Rumilly le 21 mars 1416. Rumilly entre dans le domaine comtal le 11 janvier 1417, à la suite du rachat des droits à la dernière dame de Rumilly, Mathilde de Savoie,. 
Amédée VIII, devenu duc en 1416, engage des travaux dans le château à partir du 17 octobre 1417, avec objectif d'y résider au cours de l'année suivante,. Le duc confirme les franchises de la ville en 1418. Le 22 décembre 1418, le représentant du duc, Claude de Challes, prend possession du château et se voit remettre les clefs de la ville. La Cour de Savoie s'installe à Rumilly, probablement à cause de l'épidémie de peste qui sévit, au cours du mois de septembre 1418 et y réside jusqu'au milieu du mois de mai 1419,.
La reine Marie-José de Belgique résume l'installation du duc par ces mots « Tandis que, de Rumilly, véritable observatoire, admirablement situé entre la France et l'Italie, Amédée suivait attentivement la politique de ses voisins... ».

### Possession des Genevois-Nemours
Au siècle suivant, le château et la châtellenie de Rumilly deviennent une partie de l'apanage de Genevois et passent aux cadets de la maison de Savoie. En 1452, Amédée, seigneur de Piémont, fils aîné de Louis Ier de Savoie, l'obtient.
Au cours du XVIe siècle, la population de la cité s'accroit. Le siècle suivant devient plus difficile avec notamment des épisodes de pestes et l'arrivée de la guerre.

### Le « siège » de 1630
L'historiographie locale a entretenu la mémoire d'un violent siège, mais les travaux du général Jacques Humbert — Les Français en Savoie sous Louis XIII. Une grande entreprise oubliée (1960) — ont permis de clarifier et de rendre moins légendaire.
Le duché de Savoie est envahi par les troupes de Louis XIII, le 14 mai 1630, après avoir pris Chambéry et Annecy, le siège est mis devant le bourg fortifié de Rumilly,,. En réalité, la ville et sa citadelle ne revêtent pas un intérêt stratégique majeur puisque se trouvant à l'écart de la route, toutefois elle pourrait menacer les communications des troupes françaises. Le 22 mai 1630, des civils se rendent auprès des troupes françaises pour négocier la capitulation,. Mais lorsque le lendemain les armées du roi s'approchent de la ville, le gouverneur de la place, Maurice de Brotty, ignorant les tractations de la veille, refuse toute capitulation,. Le roi de France s'impatiente face à cette capitulation qui ne vient pas et fait établir la troupe, 12 000 hommes, commandé par le maréchal de Bassompierre dans la plaine de Salagine, le 24 mai. Malgré des dissensions entre les civils et les militaires quant à l'attitude à avoir, les Rumiliens décident de se rendre sans combattre le jour même.
La ville ne subit aucun dégât. Toutefois, les fortifications de la ville sont démantelées, le château est quant à lui rasé et ne sera jamais relevé. Dès lors, la place forte perd de son rôle stratégique. La ville subira deux nouveaux sièges à la fin du siècle et au début du suivant.

## Description
Les auteurs de l’Histoire des communes savoyardes (1981) rappelle dans l'article « Rumilly » qu'il est « impossible d'en faire une description archéologique précise », en raison de sa destruction en 1630. Seule une gravure de Claude Chastillon (c.1559-c.1616) permet de constater un ensemble imposant avec un donjon carré associé à deux tours rondes permettant de contrôler la confluence, ainsi que deux autres en complément. Un logis est installé sur la partie ouest, du côté de la rivière de La Nephaz.
L'organisation et des éléments du château sont connus à travers les réparations entreprises par le duc Amédée VIII contenues dans les comptes de châtellenies, à partir de 1418. Ainsi, les ouvriers des entrepreneurs Philippe du Rhône et Michel Malet édifient un mur entre la cuisine et la tour. L'intérieur subit également des réparations, les chambres du duc et celle de son épouse, la pièce pour les enfants et la salle d'honneur (camera paramenti).
Du côté de la ville, une muraille couverte dont l'image se rapproche de la courtine qui peut être observée au château d'Annecy. La ville est quant à elle fortifiée. Au sud de celle-ci, un large et profond fossé est creusé, reliant les rives du Chéran et de la Néphaz en complétait la défense.

## Châtellenie de Rumilly
Le château de Rumilly est le siège d'une châtellenie, dit aussi mandement (mandamentum),. Il s’agit plus particulièrement d’une châtellenie comtale, relevant directement du comte de Genève.
Lorsque le comte s'absente, le château est géré par une vidomne (vicedominus de Rumiliaco), dès le XIIe siècle,. Cette charge devient rapidement héréditaire et est portée par une famille dite de Rumilly,. Après avoir appartenu à une famille de Rumilly, il passe en 1272 à la famille de Villette, originaire de Tarentaise,.
La garde du château relève quant à elle d'un « portier ». Il semble que cette charge soit devenue héréditaire et soit à l'origine de la famille noble des Portier (Portarii). Le premier d'entre-eux pourrait être un Jacob Portier (Jacobus Portarius), mentionné en 1219,.
Au XIVe siècle, la charge de vidomne est remplacée à un châtelain (Castellus dicte ville Rumillici), un « [officier], nommé pour une durée définie, révocable et amovible »,. Il est chargé de la gestion, percevant les revenus fiscaux du domaine, et s'occupant de l'entretien du château. Le châtelain est parfois aidé par un receveur des comptes, qui rédige « au net [...] le rapport annuellement rendu par le châtelain ou son lieutenant ». Cette charge se poursuit dans l'organisation du comté de Savoie, après 1411.

### Fonds d'archives
- Série : Comptes des châtellenies (1417-1533). Fonds : Comptes de châtellenie et de subsides; Cote : SA 9917-10015. Chambéry : Archives départementales de la Savoie (présentation en ligne).« Châtellenie de Rumilly »
- Série : Comptes des châtellenies (XIIIe siècle-XVIe siècle). Fonds : Inventaire-Index des comptes de châtellenie et de subsides; Cote : SA. Chambéry : Archives départementales de la Savoie (présentation en ligne).p. 467-477, « Châtellenie de Rumilly en Albanais »